# Youssef Absi

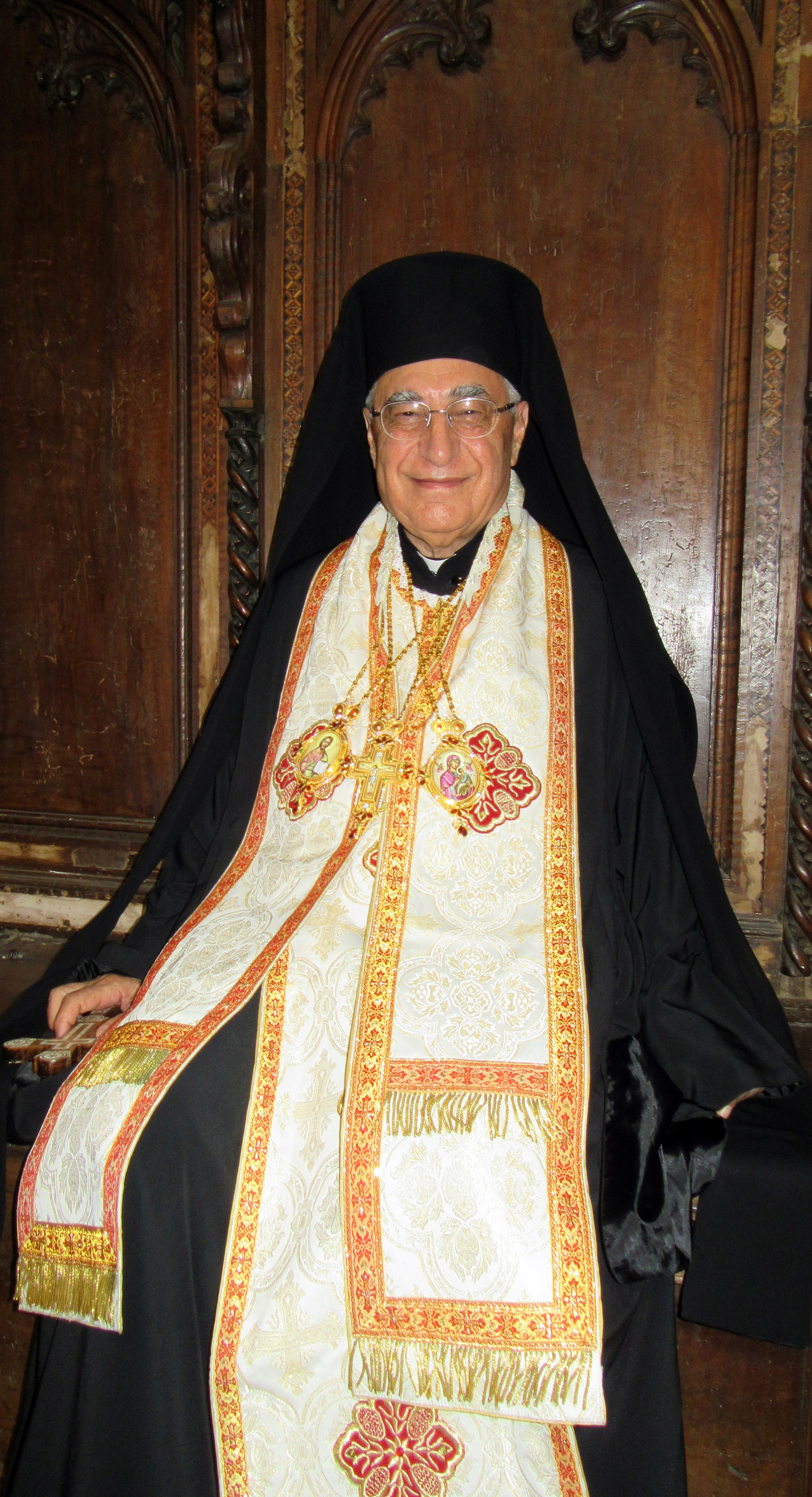
Thượng phụ Youssef Absi S.M.S.P.

Youssef Absi S.M.S.P. hay Giuse Absi (sinh 1946) là một thượng phụ người Syria của Giáo hội Công giáo Hy Lạp Melchite trực thuộc Giáo hội Công giáo. Ông hiện là Thượng phụ Antiochia và toàn phương Đông.

## Tiểu sử
Thượng phụ Absi sinh ngày 20 tháng 6 năm 1946 tại Damas, thuộc Tổng giáo phận Damas theo Giáo hội nghi lễ Melkite Greek, Syria. Sau quá trình tu học kéo tại các chủng viện theo quy định của Giáo luật, ngày 6 tháng 5 năm 1973, Phó tế Absi tiến đến việc được truyền chức linh mục, bởi Thượng phụ Maximos V (George) Hakim, Thượng phụ Tòa Thượng phụ Antioch, nghi lễ Greek-Melkites. Vị linh mục trẻ trở thành thành viên linh mục đoàn một dòng theo nghi lễ Greek-Melkites là Società dei Missionari di San Paolo [viết tắt là S.M.S.P]..
Ngày 13 tháng 7 năm 1999, linh mục Absi, với hơn 25 năm kinh nghiệm trong chức vị linh mục, được chọn làm Bề Trên dòng S.M.S.P.. Ngày 22 tháng 6 năm 1946, giáo hội thông báo đã tuyển chọn linh mục Absi làm Giám mục Giáo triều tại Tòa Antioch, nghi lễ Greek-Melkites, tước hiệu Tổng giám mục Hiệu tòa Tarsus dei Greco-Melkiti. Tân Tổng giám mục đã được tấn phong sau đó vào ngày 2 tháng 9 cùng năm. Ba giáo sĩ tham dự chính vào nghi thức truyền chức là chủ phong, đồng thời là Thượng phụ Grégoire III (Loutfi) Laham, B.S., Thượng phụ Tòa Antioch (nghi lễ Greek-Melkites). Phụ phong cho vị tân chức cũng là hai giáo sĩ khác, đó là Tổng giám mục Joseph Kallas, S.M.S.P., Tổng giám mục Chính tòa Beirut và Jbeil và Tổng giám mục Jean Mansour, S.M.S.P., Giám mục phụ tá Tòa thượng phụ Công giáo Hy Lạp Melchite Antiochia.
Sáu năm sau đó, ngày 13 tháng 10 năm 2007, ông được thuyên chuyển làm Đại diện Thượng phụ trông coi Giáo phận Damas, nghi lễ Greek-Melkites. Mười năm sau khi được chọn là Đại diện Thượng phụ, ngày 21 tháng 6 năm 2017, Tổng giám mục Absi được các giám mục của giáo hội nghi lễ Greek-Melkites bầu chọn làm Thượng phụ Tòa Thượng phụ Antioch và hai Tòa Thượng phụ Hiệu tòa Jerusalem và Alexandria. Phía Giáo hội Công giáo Rôma cũng chúc mừng và tái xác nhận kết quả này vào ngay ngày hôm sau. Ngày 3 tháng 7 sau đó, Tân Thượng phụ chính cử hành các nghi thức khai mạc sứ vụ Thượng phụ.